# Dysonia fuscifrons
Dysonia fuscifrons är en insektsart som först beskrevs av Brunner von Wattenwyl 1878.  Dysonia fuscifrons ingår i släktet Dysonia och familjen vårtbitare. Inga underarter finns listade i Catalogue of Life.